# Estância
Estância là một đô thị thuộc bang Sergipe, Brasil. Đô thị này có diện tích 649,6 km², dân số năm 2007 là 61368 người, mật độ 94,47 người/km².